# Hendrikus Albertus Lorentz

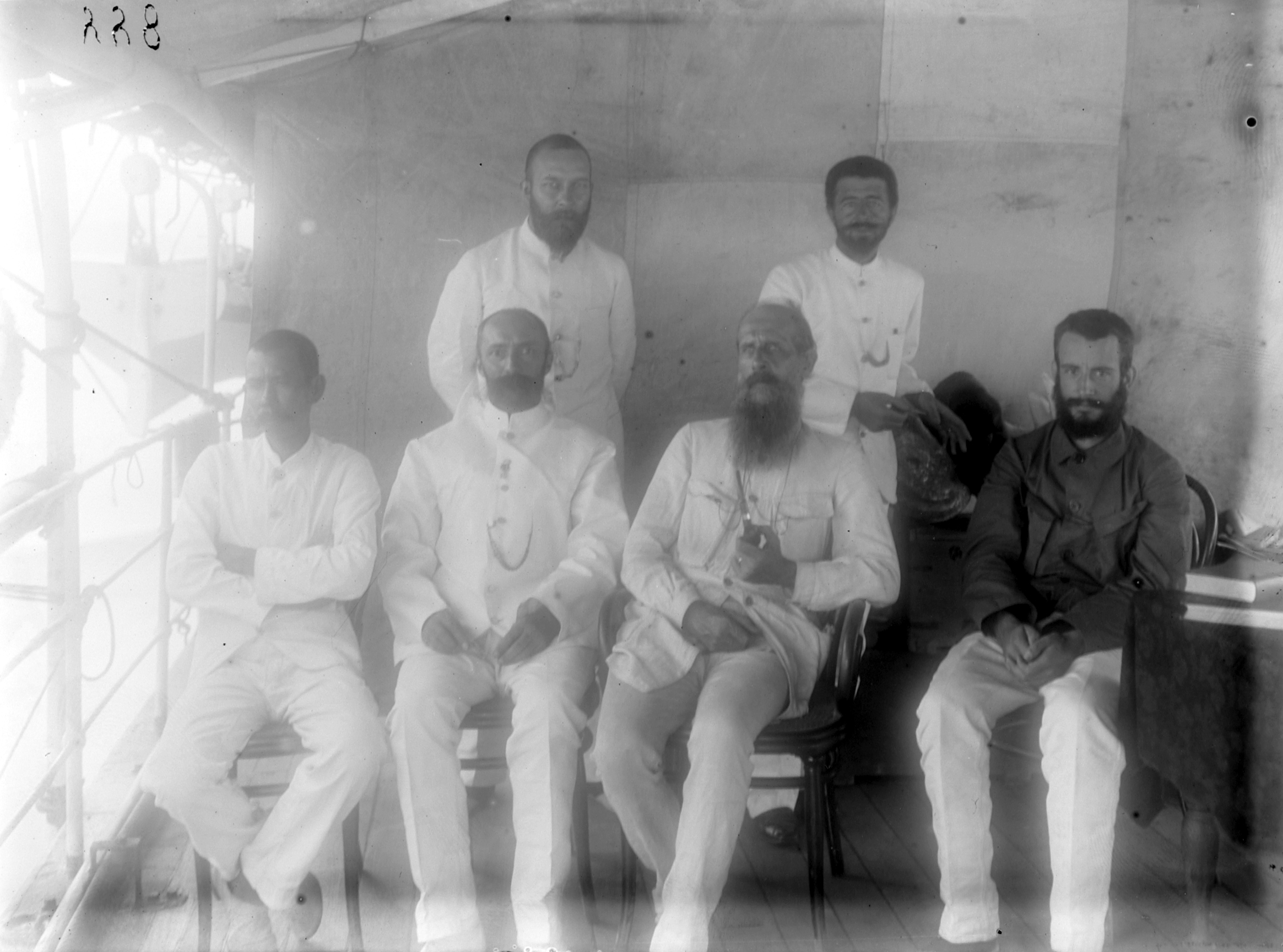
Hendrikus Albertus Lorentz (links oben) bei der Neuguinea-Expedition 1903

Hendrikus Albertus Lorentz (* 18. September 1871 in Oudewater; † 2. September 1944 in Klerksdorp, Südafrika) war ein niederländischer Expeditionsleiter auf Neuguinea und Diplomat in Südafrika.

## Leben
Lorentz war der Sohn eines niederländischen Tabakanbauers in Ostjava, der vor dessen Geburt in die Niederlande zurückgekehrt war. Er studierte Rechtswissenschaften und Biologie an der Universität Utrecht.
Lorentz nahm an drei Expeditionen nach Niederländisch-Neuguinea teil, dem heute indonesischen Westteil der Insel Neuguinea. Im Jahre 1903 konnte er an der Nordneuguinea-Expedition des deutschen Geologen Carl Ernst Arthur Wichmann teilnehmen, während der er seinen ersten Reisebericht schrieb.
Im Jahr 1907 leitete er seine erste Expedition, die so genannte Südneuguinea-Expedition; von 1909 bis 1910 war er Führer einer zweiten Expedition nach Südneuguinea, die er in einem Buch festhielt. Beide Expeditionen werden in der Literatur als Lorentz-Expeditionen bezeichnet. Alle drei Expeditionen wurden von der Gesellschaft zur Förderung der physikalischen Erforschung der niederländischen Kolonien organisiert und finanziert.
Einer der Flüsse, die in den Bergen Neuguineas entspringen und in der südlichen Arafurasee münden, wurde während der niederländischen Kolonialzeit zunächst Nordfluss genannt und später dann nach Lorentz benannt. Nach der Übertragung Niederländisch-Neuguineas an Indonesien wurden fast alle topographischen Bezeichnungen der niederländischen Vergangenheit ersetzt. Seitdem hat der Lorentz, der zur Flamingobucht (Teluk Flamingo) führt, den Namen Unir – auch Undir genannt. Der nach ihm benannte Lorentz-Nationalpark trägt weiterhin seinen Namen: „Taman Nasional Lorentz“. Er steht seit 1999 als Naturdenkmal auf der World Heritage List der UNESCO und gehört somit zum Weltnaturerbe.
Nach seinen Reisen nach Neuguinea trat Lorentz in den diplomatischen Dienst der niederländischen Regierung ein. Nach mehreren Jahren diplomatischer Arbeit in Kopenhagen wurde er 1916 Vizekonsul im südafrikanischen Kapstadt. Im Jahr 1921 wurde er dann zum Generalkonsul in Pretoria ernannt. Lorentz förderte in seiner Amtszeit den Handel zwischen den Niederlanden und Südafrika und unterstützte Niederländer bei der Einwanderung nach Südafrika. Später bekleidete er das Amt des Direktors des niederländischen kulturhistorischen Instituts in Pretoria und war Vorsitzender des Niederlande-Südafrika-Ausschusses („Nederland-Zuid-Afrika Comité“). In den Jahren nach seiner Pensionierung im Jahre 1937 lebte er mit seiner Frau und seinen Kindern auf seinem Hof in Klerksdorp.

## Weiterführende Literatur
- E.J. Brill: Eenige maanden onder de Papoea's („Einige Monate unter den Papua).“ Leiden, 1905.
- E.J.Brill: Zwarte menschen – witte bergen: verhaal van den tocht naar het sneeuwgebergte van Nieuw-Guinea („Schwarze Menschen – Weiße Berge: Die Geschichte vom Ausflug in die schneebedeckten Berge von Neuguinea“). Leiden, 1913. (Zweite Auflage 2005, Amsterdam / Antwerpen: Uitgeverij Atlas; mit einem Vorwort von Tijs Goldschmidt und einer Einleitung von A. S. Troelstra. ISBN 90-450-0508-5).
- Schepers, J. H. G.: In Memoriam Mr. H. A. Lorentz. Journal der Koninklijk Aardrijkskundig Genootschap 63, 1946, S. 1–7.

| Personendaten    | Personendaten                                                      |
| ---------------- | ------------------------------------------------------------------ |
| NAME             | Lorentz, Hendrikus Albertus                                        |
| ALTERNATIVNAMEN  | Lorentz, Hendrikus                                                 |
| KURZBESCHREIBUNG | niederländischer Entdecker auf Neuguinea und Diplomat in Südafrika |
| GEBURTSDATUM     | 18. September 1871                                                 |
| GEBURTSORT       | Oudewater                                                          |
| STERBEDATUM      | 2. September 1944                                                  |
| STERBEORT        | Klerksdorp, Südafrika                                              |